# إدوارد إف. هاريس
إدوارد إف. هاريس هو سياسي أمريكي، ولد في 1909 في هاريسون في الولايات المتحدة، وتوفي في 19 سبتمبر 1989. نشط حزبياً في الحزب الجمهوري. وقد انتخب عضو مجلس نواب واشنطن ‏.